# Józef Pęcko

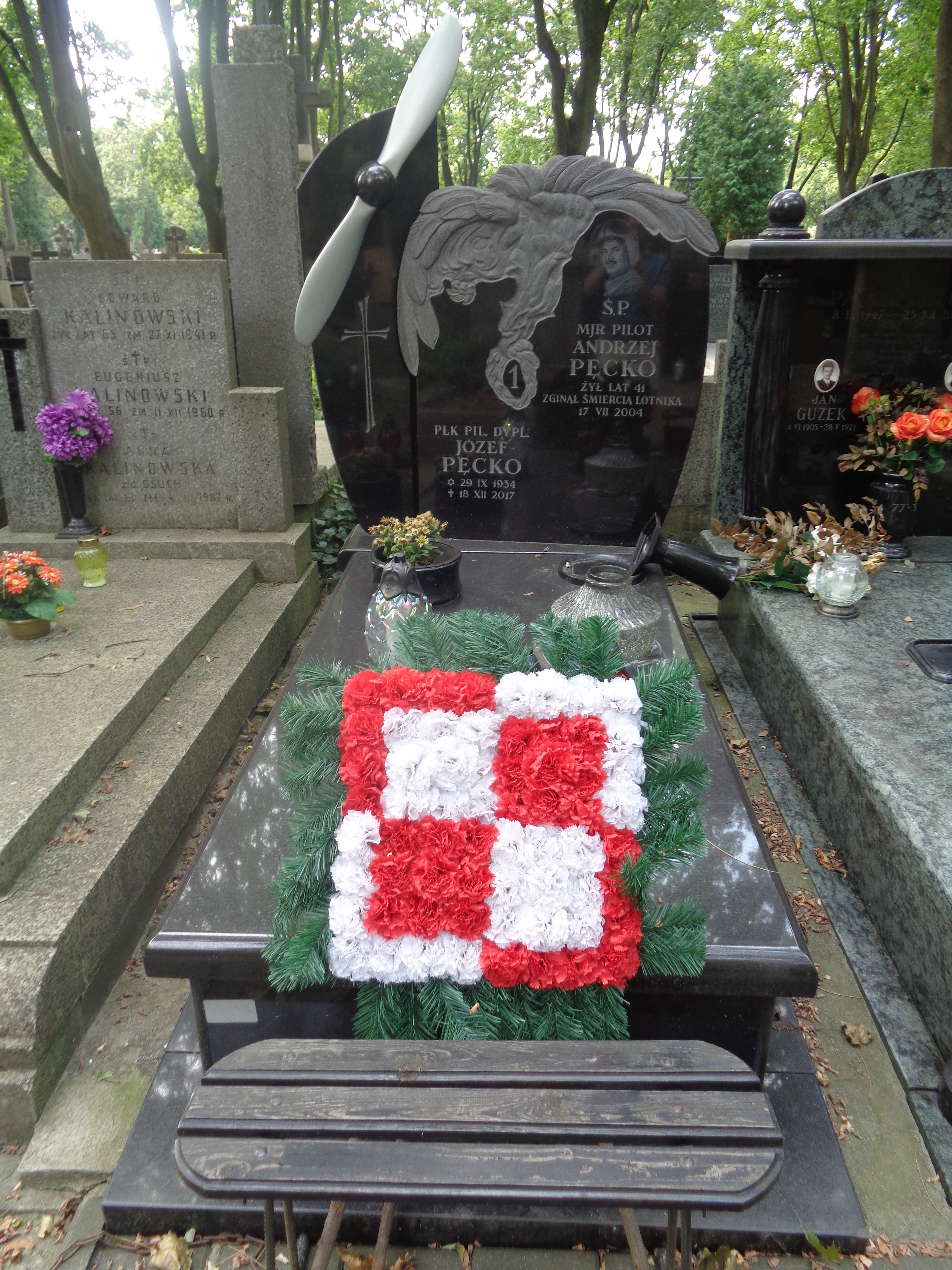
Grób Józefa Pęcki

Józef Pęcko (ur. 29 września 1934 w Porębie Wielkiej, zm. 18 grudnia 2017 w Warszawie) – pułkownik pilot Wojska Polskiego, dowódca 47 Szkolnego Pułku Śmigłowców w Nowym Mieście nad Pilicą (1980–1988), szef lotnictwa Nadwiślańskich Jednostek Wojskowych MSW (1991–1992), dowódca Nadwiślańskich Jednostek Wojskowych MSW (31 kwietnia – 3 sierpnia 1992).

## Życiorys
1 listopada 1953 roku, po ukończeniu Liceum Ogólnokształcącego wstąpił do Oficerskiej Szkoły Lotniczej nr 4 w Dęblinie. Szkołę ukończył 1 września 1956 roku. Został pilotem-instruktorem w samodzielnej eskadrze szkolnej OSL w Białej Podlaskiej, a od 1 grudnia 1958 w 52 Lotniczym Pułku Szkolnym w Radzyniu Podlaskim. 1 maja 1962 roku rozpoczął służbę w 47 Pułku Lotnictwa Łącznikowo-Sanitarnego w Modlinie, jako starszy pilot. 5 czerwca 1963 roku został dowódcą klucza. W pułku tym obejmował kolejno stanowiska: 2 lipca 1968 – zastępcy dowódcy eskadry, 5 lutego 1970 – dowódcy eskadry, a od 5 kwietnia 1974 roku był zastępcą dowódcy pułku do spraw liniowych. 31 marca 1980 został dowódcą 47 Szkolnego Pułku Śmigłowców w Nowym Mieście nad Pilicą. Pułkiem dowodził do 8 września 1988 roku, po czym prawie rok był w dyspozycji dowódcy Wojsk Lotniczych. 
10 lipca 1989  rozpoczął służbę wojskową w Nadwiślańskich Jednostkach Wojskowych Ministerstwa Spraw Wewnętrznych, na stanowisku starszego specjalisty lotnictwa, a od 25 października 1991 szefa lotnictwa Nadwiślańskich Jednostek MSW. Od 31 kwietnia do 31 sierpnia 1992 roku był dowódcą Nadwiślańskich Jednostek Wojskowych MSW. Z dniem 31 sierpnia 1992 roku, po prawie czterdziestoletniej służbie wojskowej, został zwolniony do rezerwy na własną prośbę. Był pilotem wojskowym klasy mistrzowskiej. Jego ogólny nalot wynosił 6200 godzin. Mieszkał w Warszawie. Pochowany 21 grudnia 2017 roku na Starych Powązkach w Warszawie (kwatera 77-3-27).

## Odznaczenia
- Krzyż Kawalerski Orderu Odrodzenia Polski (1980)
- Złoty Krzyż Zasługi (1973)
- Złoty Medal „Siły Zbrojne w Służbie Ojczyzny”
- Srebrny Medal „Siły Zbrojne w Służbie Ojczyzny”
- Brązowy Medal „Siły Zbrojne w Służbie Ojczyzny”
- Złoty Medal „Za zasługi dla obronności kraju”
- Srebrny Medal „Za zasługi dla obronności kraju”
- Brązowy Medal „Za zasługi dla obronności kraju”
- inne medale i odznaczenia

## Źródła
- Wspomnienie o płk. dypl. pil. Józefie Pęcko